# Javi Araguz
Javi Araguz (Barcelona, Cataluña, 6 de septiembre de 1982) es un escritor español de literatura infantil y juvenil, ilustrador y cineasta.

## Biografía
Antes de escribir su primer libro, Javi Araguz ya había experimentado con el relato corto y el guion cinematográfico, además de haber ejercido como redactor en distintos medios sobre ocio, cine y cómic, llegando incluso a dirigir la revista Daisuki! Con dieciocho años empezó a escribir su primera novela, El mundo de Komori: La tierra de Alidra (2007), que terminó cinco años después. Tuvieron que pasar dos años más hasta que por fin viera la luz en España y América Latina. Le siguieron la segunda y tercera parte de la trilogía: El mundo de Komori: El príncipe de los Gatos (2008) y El mundo de Komori: La Guerra de los Vientos (2010); más tarde experimentó en Misterios subterráneos (2010) con el libro juego y con la escritura a cuatro manos en La Estrella (2011), junto a Isabel Hierro, novela finalista del I Premio As de Picas de literatura juvenil que se posicionó como una de las diez mejores de 2011 en el ranking del diario El Tiramilla  y que ya se ha publicado en varios idiomas en más de veinte países. Le siguieron distintos relatos cortos para revistas y antologías, su colaboración habitual con la plataforma editorial Fiction Express (ganador, junto a Isabel Hierro, de los premios de 2020 y 2021) y la novela El destino inevitable de Arlène Rêvetruite.
Fue seleccionado en la primera antología de autores steampunk españoles traducidos el inglés, The Best of Spanish Steampunk, editada y traducida por James y Marian Womack.
En cuanto al audiovisual, ha realizado varios spots y cortometrajes, además de haber participado en distintas producciones como guionista, montador, director de arte, storyboarder y un largo etc. Es socio fundador de la productora Alidra Creative y en estos momentos se encuentra preparando su primer largometraje como realizador.
En su vertiente como diseñador e ilustrador se ha hecho cargo de más de la imagen gráfica de más de 100 novelas para varias editoriales (La Galera, Elastic Books, Anaya, Fandom, Penguin, Planeta, Nocturna Ediciones, Otros Mundos, Editorial Hidra, Editorial Marenostrum, Astronave etc.).

## Rasgos temáticos y de estilo
En sus obras predomina la imaginación, el sentido de la aventura y el humor. Reconoce estar influenciado por otros medios ajenos a la literatura: como el cine, el cómic, el manga, la animación y los videojuegos; citando expresamente a escritores como Terry Pratchett y William Goldman, realizadores como Steven Spielberg, Tim Burton y Hayao Miyazaki o autores de manga como Akira Toriyama y Naoki Urasawa, con los que le han comparado a menudo.

## Obras
- 2025 - ¡Gulicioso! (junto a Isabel Hierro).
- 2024 - Madriguera (junto a Isabel Hierro).
- 2022 - Fronteras de cristal (junto a Isabel Hierro).
- 2022 - Manual extraterrestre para no meter la pata (junto a Isabel Hierro).
- 2022 - Fronteras de cristal (junto a Isabel Hierro).
- 2021 - El destino inevitable de Arlène Rêvetruite.
- 2021 - Mi canción favorita (junto a Isabel Hierro).
- 2021 - El desván de la abuela Olimpia (junto a Isabel Hierro).
- 2021 - Kiruna (junto a Isabel Hierro).
- 2019 - Borealia 3: Salto al multiverso (junto a Isabel Hierro).
- 2018 - Borealia 2: Entre dos mundos (junto a Isabel Hierro).
- 2018 - Borealia (junto a Isabel Hierro).
- 2016 - Un caramelo para Marie (antología Chikara, junto a Isabel Hierro).
- 2015 - Desterrado (antología Sueños).
- 2013 - El abordaje (antología Steam Tales, junto a Isabel Hierro).
- 2013 - La soledad de los objetos (antología 20 relatos del fin del mundo).
- 2011 - La Estrella (junto a Isabel Hierro).
- 2010 - Misterios subterráneos
- 2010 - El mundo de Komori: La Guerra de los Vientos
- 2008 - El mundo de Komori: El príncipe de los Gatos
- 2007 - El mundo de Komori: La tierra de Alidra

Ha escrito, además, varios relatos cortos y guiones cinematográficos que aún no han visto la luz o han sido publicados en revistas de difícil acceso.